# Carmen Bourassa
Pour les articles homonymes, voir Bourassa.
Carmen Bourassa, née en 1942 à Trois-Rivières et morte le 25 décembre 2021 à Montréal, est une créatrice et productrice d'émissions de télévision pour la jeunesse québécoise.

## Biographie
Carmen Bourassa est issue d'une famille ouvrière de Trois-Rivières, ville de la province canadienne du Québec. Elle est l'aînée d'une fratrie de sept enfants.
Elle étudie à l'École normale du Christ-Roi, d'où elle sort diplômée d'un brevet d'enseignement en 1963. Elle enseigne un an, avant d'être recrutée par le ministère de l'Éducation du Québec qui est séduit par ses idées d'utiliser la télévision comme vecteur de diffusion de programmes éducatifs pour les enfants. C'est ainsi que débute l'émission Passe-Partout, et notamment la réalisation des 125 premiers numéros en collaboration avec Louise Poliquin et Laurent Lachance.
Dans les années 1990, ses programmes traitent d'importants sujets de société relatifs à l'environnement de l'enfant : Tandem et Pousse-Pousse abordent les relations parent-enfants de 0 à 6 ans et L'Art et l’enfant l'évolution du dessin. Elle explique au journal Le Nouvelliste en 2009 que l'enfant est toujours placé au cœur des concepts d'émission et de fictions dont elle est à l'origine : la série Graffiti, diffusée sur Radio-Québec de 1992 à 1995, aborde le thème de l'analphabétisme ; la série télévisée Zap, diffusée sur Radio-Québec de 1993 à 1996, a pour thème le décrochage scolaire ; enfin, Toc Toc Toc, diffusée depuis 2007 sur Radio-Canada et Télé-Québec, a pour but de favoriser l'imaginaire des enfants.
En 1996, elle rejoint Téléfiction. Elle y est productrice et conceptrice d'émissions et sera à l'origine de Pin-Pon, Cornemuse (300 émissions), La Grande Expédition, Ayoye! Dominique raconte… et Toc Toc Toc (195 émissions).
Carmen Bourassa meurt le 25 décembre 2021 à Montréal,.

## Filmographie
- 1977-1991 : Passe-Partout
- 1993-1996 : Zap
- 1996-2000 : Pin-Pon
- 1999-2003 : Cornemuse
- 2001-2003 : Ayoye!
- 2007-2014 : Toc Toc Toc
- depuis 2014 : 1, 2, 3 Géants
- depuis 2015 : Salmigondis

## Récompenses
Carmen Bourassa a reçu à plusieurs reprises des prix et récompenses pour ses créations. Elle a reçu une quinzaine de prix Gémeaux, récompenses de télévision remises annuellement par l'Académie canadienne du cinéma et de la télévision, et le Grand Prix de l'Académie en 2009.